# 刘安祺
刘安祺（1903年5月12日—1995年9月8日），字寿如，中華民國陸軍一級上將，生於山东省嶧縣韓莊鎮。

## 早年經歷
1926年毕业于中央陸軍軍官學校第三期步兵科，畢業後分發到國民革命軍第一軍教導師第三團步兵第7連擔任排長，該團先改組為國民革命軍獨立第58團，隸屬國民革命軍第14師。其自述首次作戰時北伐戰爭中東路軍進攻福州，劉安祺所屬的步兵連在作戰中衝入周蔭人所轄部隊指揮所，俘虜陸軍第十二師第二十三旅旅長李春生。
後晉升58團第二營代理營長兼突擊隊長，參與龍潭戰役。戰後該團改編為國民革命軍總司令部警衛團第三團，脫離14師建制。也由於轉任為蔣中正護衛部隊，劉安祺並未參與長江以北的第二階段北伐戰爭，在改編警衛團後，劉安琪指揮的步兵營改制為機槍營。
北伐戰爭後，劉安琪曾在蔣桂戰爭中派遣支援顧祝同指揮的國民革命軍第2師。勝利後，該營轉調武漢要塞改制為混成營，劉安琪在該部隊升任中校營長。該營後投入蔣唐戰爭，戰勝後歸建南京，編入國民革命軍教導第1師，投入中原大戰。中原大戰中，劉安琪指揮的混成營在歸德戰役中攻入商丘城，俘虜萬選才、萬墊尊、石振青。
中原大戰後，劉安琪升任國民革命軍警衛師第三團團長。因寧粵分裂蔣中正通電下野，警衛師更名為國民革命軍87師，劉安琪仍為該師下轄第三團團長。在民國二十一年投入一·二八事變淞滬戰役。
戰役結束後，劉安琪隨87師移防江西省投入江西剿共戰爭，並晉升步兵261旅少將旅長。在黃獅渡戰鬥中首次投入作戰，取得勝利。期間因福建事變爆發，87師轉移至福建省對十九路軍作戰。戰役結束後，劉安琪所屬的261旅仍駐防福建，防禦羅炳輝指揮的共軍部隊攻擊。
民國二十四年（1935），隨87師歸建南京，進行調整師訓練。
陆军大学將官班第一期、國防大學第二期與革命实践研究院第一期毕业。

## 中年經歷

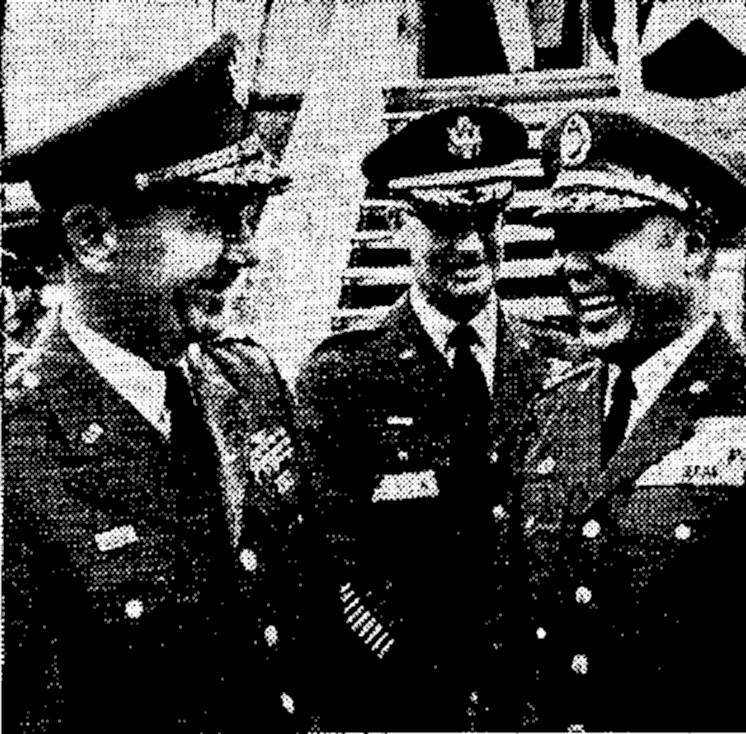
陸軍總司令劉安祺（右）與駐台美軍顧問團團長戴倫少將（中）迎接美國太平洋陸軍總司令詹姆斯·法蘭西斯·柯林斯上將（左）訪台，1962年2月13日

中国抗日战争期间，曾任第八十七师二六一旅旅长、国民革命军第八军第六十一师副师长、第七十八师师长、第九十七师师长、国民革命军第五十七军軍长。后任青年軍第二〇五師師长，國民革命軍第六軍軍長、國民革命軍第七十一軍軍長、第七兵团司令官。
1936年10月5日晋升陆军少将。1946年起，任第十一绥靖区司令官兼行政长官，駐青岛，指挥国民革命军第三十二军和第十九师，及2个保安旅，1个山东警备旅改编部队。1948年9月22日，晋升陆军中将。
1949年2月20日，到溪口向蔣介石報告：「美國海軍人員對青島問題，態度已變，表示不願放棄；但我本身實無把握固守。」:157后任第二十一兵团司令官。5月3日，解放軍發起青島即墨圍攻戰役。6月1日，發起著名的青島大撤退，此撤退極為成功，蔣介石曾以快慰的心情說道：「此次青島撤退，最為完整，不但軍隊及裝備物資毫未損失，並將在青的反共人士及青年均已撤退赴臺，至可嘉慰。」6月2日，解放軍攻佔青島:8932。劉安祺第二十一兵團在美國第七艦隊撤出青島後，登艦前往台灣基隆:8932。继赴琼、穗作战，掩护广州撤退。
到台湾後，1950年任台中防卫区司令。后任第二軍团司令、金門防衛司令部司令官、陆军总司令、三軍聯合參謀大學校长、国防研究院副院长等职。1961年晋升陆军二级上将。1961年至1965年任中華民國陸軍總司令。

## 晚年經歷
1965年8月，蔣介石明令劉安祺為聯合參謀大學校長。
1969年起，连续被聘为国民党第十至十四届中央评议委员。1970年，晋升为陆军一级上将。1974年任中央信托局理事会主席，1982年辞去该职。曾被聘为中華民國總統府戰略顧問。